# Чигинагак
Чигинагак (англ. Mount Chiginagak) — стратовулкан в боро Лейк-энд-Пенинсула, штат Аляска, США. Расположен на территории Национального заповедника полуострова Аляска, название получил в 1888 году. Высота — 2135 метров над уровнем моря, по другим данным — 2221 метр или даже 2434 метра.
Основной лавовый выход расположен на юго-восточном склоне горы на высоте 1687 метров над уровнем моря. Также на склонах вулкана обнаружены фумаролы и травертиновые отложения. Небольшие пепельные выбросы были зафиксированы в июле 1971 года и в августе 1998 года.
Между ноябрём 2004 года и маем 2005 года кратер вулкана заполнился кислой водой, образовав кратерное кислотное озеро диаметром в 400 метров и глубиной в 105 метров. В начале мая 2005 года вода с примесью серной кислоты начала изливаться из кратера, 4 миллиона кубометров отравленной воды стекли на 27 километров, попав в озеро Матушки Гусыни, кислотность которого достигла pH 2,9—3,1, убив всё живое, а оттуда в реку Кинг-Салмон. Из-за этого в том году не было обычного нереста лосося, что принесло урон как экономике микрорегиона, так и сказалось на популяции медведей, для которых лосось — любимая пища. Сернистый туман также убил все растения на площади 30 км².
Согласно исследованиям 2005 года, кислотность озера составляла pH 2,9, что является очень высоким, губительным для флоры и фауны показателем.